# Ескаланте (Кантабрія)
Ескаланте (ісп. Escalante) — муніципалітет в Іспанії, у складі автономної спільноти Кантабрія. Населення — 763 осіб (2009).
Муніципалітет розташований на відстані близько 340 км на північ від Мадрида, 24 км на схід від Сантандера.
На території муніципалітету розташовані такі населені пункти: Ель-Альварео, Баранда, Корносіо, Ескаланте (адміністративний центр), Монтеано, Новаль, Ріонегро.

## Демографія
Динаміка населення (INE ):

## Галерея зображень

Розташування муніципалітету